# 土江澄男
土江 澄男（どえ すみお、1933年 - ）は、朋友書店の創業者。

## 経歴
1933年、兵庫県に生まれる。1953年、立命館大学文学部に入学し法学部に移る。1957年に上京、出版社である株式会社大安に入社。1969年に大安が閉鎖される。1969年に準備店を構え目録1号を発刊。翌年（1970年）、朋友書店を創業。その後1973年に神楽岡へ店舗を移し、営業を続ける。

## 年譜
- 1933年（昭和8年）、兵庫県養父市に生まれる。
- 1953年（昭和28年）、立命館大学文学部に入学。
- 1957年（昭和32年）、株式会社大安に入社。
- 1970年（昭和45年）、朋友書店を創業。